# Adolphe de Circourt
Pour les articles homonymes, voir Circourt.
Marie, Pierre, Adolphe de Circourt, né le 22 septembre 1801 à Bouxières-aux-Chênes (Meurthe-et-Moselle) et mort le 17 novembre 1879 à La Celle-Saint-Cloud (Seine-et-Oise), est un diplomate et historien français.

## Biographie
Marie-Pierre-Adolphe de Circourt naît le 5ème jour complémentaire de l'an IX (22 septembre 1801) à Bouxières-aux-Chênes. De famille franc-comtoise du côté de sa mère, lorraine du côté de son père, Adolphe de Circourt est le fils de Jean-Baptiste-Marie de Circourt, sous-lieutenant au régiment de Piémont et officier dans l’armée de Condé. En l’an IX, son père épouse Marie-Jeanne Mareschal de Sauvagney, avant même d’avoir obtenu son certificat d’amnistie d’émigration. Ses ressources familiales, diminuées par l’éducation de cinq fils, l'obligent à quitter, à partir de 1810, la gentilhommière de Bouxières, pour aller vivre à Besançon. Le comte meurt le 30 mars 1813, et la comtesse, le 30 août 1813, laissant trois orphelins à leur oncle et tuteur, M. Mareschal de Sauvagney, ancien conseiller au Parlement.
Adolphe est doué d’une facilité à apprendre tenant du prodige. À huit ans, il savait le latin et, à partir de cet âge il n’avait plus rien oublié de ce qu’il lisait ou entendait. Envoyé au lycée de Besançon, sa précocité devint un problème pour ses maitres, qui ne pouvaient ni lui refuser les prix qu’il remportait, ni le laisser arriver aux classes supérieures à un âge non prévu par les règlements.
Monté à Paris en 1817 chez le Maréchal de Viomesnil avec le désir d’entrer dans l’administration, les connaissances qu’il possédait déjà, la promptitude avec laquelle il maitrisait celles qui lui manquaient, sa capacité de travail, ne pouvaient manquer de faire remarquer Adolphe de Circourt.
Après des études de droit où il se lie avec René de Thorigny et Henri de Bonnechose, il entre au ministère de l'intérieur en 1822.
Sous-chef de bureau en 1827, Jacques-Joseph Corbière, ministre de l'Intérieur, l’engage comme secrétaire particulier. Le 8 août 1829, le comte de La Bourdonnaye le prit comme chef de cabinet au ministère de l’Intérieur. Il intègre ensuite le ministère des affaires étrangères lorsque son ministre se retire du cabinet Polignac, le 18 novembre 1829.
Après les Trois Glorieuses, alors âgé de vingt-huit ans, partisan résolu de la branche ainée des Bourbons, Adolphe de Circourt quitte le ministère des Affaires étrangères. De cette époque date son intimité avec Lamartine. Il n’occupa cependant jamais la place qui lui resta longtemps réservée, et il employa les années qui suivirent la révolution de Juillet à voyager. Il passa trois ans en Italie, visita la Suisse, où il épousa, à la fin de 1830, à Genève, une Russe, Anastasie de Klustine. Il poursuivit ses voyages en Russie et en Allemagne, et ne revint se fixer tout à fait qu’en 1837, à Paris, où sa femme ouvrit un salon devenu célèbre.
Le plus souvent étranger aux réunions de ce salon, Circourt préférait ses lectures, ses études, ses propres relations avec des hommes éminents dans la politique ou les lettres, sa correspondance avec ses amis d’Italie, de Suisse, des États-Unis et d'ailleurs. Il accrut également ses connaissances en langues, histoire, généalogie, géographie et statistique. Il racontait de façon si vivante les antiquités les plus reculées comme les temps les plus modernes, les anecdotes mondaines comme les batailles qui ont décidé du sort des peuples que son auditoire croyait entendre une lecture de chroniques ou de mémoires.
Après la révolution de Février 1848, Lamartine, chargé des Affaires étrangères, ayant besoin d’hommes capables de remplir les grands postes diplomatiques près les cours de l’Europe, veut l’envoyer comme ambassadeur à Washington, mais l’opposition du parti libéral à un légitimiste qui n’avait pris aucune part aux événements de Février 1848 ne le lui ayant pas permis, il l’envoie en Prusse où les qualités de son esprit furent agréables au roi Frédéric-Guillaume IV, lui-même instruit et cultivé. Arrivé le 9 mars à Berlin, il jouit de la confiance et de l’amitié du prince. Sa mission à Berlin réussit parfaitement, mais lors de la question polonaise, Jules Bastide, nommé aux affaires étrangères le 6 mai, le remplace le 12 quand Lamartine lit ses dépêches confidentielles à l'assemblée. Le fils du chef de la Commission exécutive, Emmanuel Arago est nommé mais n'arrive que le 5 juin. Après la manifestation du 15 mai, il reste quelque temps en Allemagne et ne rentre à Paris qu'à la fin 1849.
À la mort de sa femme, en mars 1863, il quitte Paris pour passer toute l’année dans sa résidence de La Celle-Saint-Cloud, sauf des séjours en Italie et en Suisse, devenus toujours plus fréquents et plus longs dans ses dernières années du fait de son amitié pour la duchesse de Castiglione-Colonna. Il écrit une multitude d’articles dans des journaux légitimistes, des recueils géographiques, historiques ou littéraires, mais sans jamais les réunir, de sorte qu’il n’a laissé aucun volume portant son nom, sauf la traduction parue en 1875 de la monumentale Histoire des États-Unis, de George Bancroft, à laquelle il a ajouté des notes et une centaine de pages de « Conclusions historiques ».
Il connaissait néanmoins les chefs-d’œuvre de la littérature de la plupart des langues de l’Europe, en particulier la russe, et il avait même fait de quelques-uns une étude spéciale et approfondie, mais il n’était, de tempérament, ni poète ni artiste. Correspondant de Alexis de Tocqueville, il jugeait les grands écrivains du point de vue historique. La politique elle-même n’étant pour lui que de l’histoire, un sujet de curiosité et d’étude, il y portait une absence d’esprit de parti, qui risquait d’être prise pour de l’indifférence. Jouissant à l’étranger d’une réputation méritée, lui dont le nom était tenu en honneur par les Manzoni et les Capponi en Italie, par les Prescott et les Ticknor (en) aux États-Unis, par les de la Rive et les Candolle à Genève, n’a jamais paru s’étonner de ce que l’Institut n’eût jamais pensé à lui, ou de ce que les biographies des contemporains n’eussent pas d’article sur sa personne, d’être inconnu dans son propre pays. Il avait été élu membre étranger honoraire de la Massachusetts Historical Society le 8 novembre 1860.
Tocqueville, comme avant lui Lamartine, semble avoir trouvé en Circourt un informateur érudit qui effectuait pour lui le premier tri dans la masse des documents à consulter. «Circourt est mon dictionnaire», disait Tocqueville. À quoi un ami rétorquait : «Il a un défaut qu'un dictionnaire n'a pas. Il s'ouvre sans qu'on veuille le consulter.» Circourt connaissait tous les bruits du monde politique, et avait de très sérieuses lumières sur les peuples non européens et le monde germanique.
Il faut ajouter à cela une nuance de mélancolie, dans les lettres de Circourt à Tocqueville, qui vient de son sentiment d'échec intellectuel et d'exclusion politique. L'intérêt primordial de cette correspondance reste pourtant l'aide que Circourt a pu apporter à Tocqueville pour la préparation de L'Ancien Régime.
Il meurt le 17 novembre 1879 à La Celle-Saint-Cloud.

## Publications
- Yarrow Revisited and other poems, by William Wordsworth. London, 1835. Nouveaux Poèmes de Wordsworth, Revue française et étrangère, mars 1837, t. I, p. 425-443.
- Études sur Michel-Ange, Revue française et étrangère, décembre 1837, t. IV, p. 357-387 ; février 1838, t. V, p. 251-276 ; mars 1838, t. V, p. 444-467.
- Du musée espagnol, Revue française et étrangère, janvier 1838, t. V, p. 38-63.
- Boris  Godounoff.  Drame  historique, par  Alexandre  Pouchkin, Revue  française  et étrangère, t. II, avril 1837.
- Literarische  Bilder  aux  Russland.  Tableaux  de  la  littérature  russe,  Par  M.  König. Stuttgardt et Tübingen, librairie de Cotta, 1837, Revue française et étrangère, t. VI, mai 1838.
- Die Etrusker. Les Étrusques. Par le professeur Ottfried Muller, Revue française et étrangère, juillet 1837, t. III, p. 108-129, août 1837, t. III, p. 250-270.
- Viaggio en Allemagne. Voyage en Allemagne de François Vettori, ambassadeur de la république florentine auprès de Maximilien Ier, Revue française et étrangère, juin 1838, t. VI, p. 349-363.
- Jugements littéraires pour Mme Lee Childe, 1850.
- Souvenirs d’une mission à Berlin en 1848, Paris, Picard, 1908-1909. Voir https://www.persee.fr/doc/r1848_1155-8814_1909_num_5_30_1924_t1_0836_0000_1 et https://www.persee.fr/doc/r1848_1155-8814_1910_num_6_36_1960_t1_0416_0000_1
- Histoire de la restauration, Genève ?, 1860.
- Essai sur la vie et les écrits de Dante Alighieri.
- Note sur l'Histoire des États-Unis de Bancroft, Bibliothèque universelle de Genève, 1846, p. 208[14].
- Une nouvelle Histoire d’Angleterre, Paris, Hennuyer, 1858.
- Le Général Le Fort, son temps et sa vie, Saint-Germain, L. Toinon, 1868.
- La Littérature française à l’étranger pendant le dix-huitième siècle, Paris, 1861.
- Canterbury, Paris, A. Hennuyer, 1870.
- Correspondance d'Alexis de Tocqueville avec Adolphe de Circourt et avec Madame de Circourt, Éd. A.P. Kerr, Paris, Gallimard, 1983.